# Днепрогэсовская археологическая экспедиция
Днепрогэсовская (Днепростроевская) археологическая экспедиция (1927—1932) — комплексная научная экспедиция, созданная для всестороннего исследования территории строительства ДнепроГЭСа и Днепровского Надпорожья в связи с их затоплением. Под руководством Дмитрия Яворницкого экспедиция открыла более 40 памятников эпохи палеолита, неолита, энеолита, скифского времени и других, собрала более 100 тысяч артефактов и внесла значительный вклад в развитие современной археологии Украины.

## История
Решение о создании экспедиции было принято 17 февраля 1927 года на совместном заседании Совета народных комиссаров, Экономического совета УССР и Комитета содействия Днепрострою. Возглавил экспедицию Д. Яворницкий. Для проведения комплексных работ была запланирована организация в её составе отдельных групп: геологической и зоологической, этнографической, антропологической, фото- и кинодокументальной. Однако уже на стадии обсуждения проекта возникли сложности с определением источника и объёма финансирования, что привело к сокращению штатов и негативно сказалось на комплексности исследований. По инициативе Всеукраинского археологического комитета при Всеукраинской академии наук М. Рудинский подготовил «Записку по вопросу археологического исследования Днепрельстановской территории», в которой основной задачей были определены работы в области археологии и палеоистории. В административном отношении экспедиция подчинялась управлению науки Народного комиссариата просвещения УССР, а в научном — Всеукраинской академии наук через Всеукраинский археологический комитет. Поскольку правление Днепростроя отказало в выделении средств, финансирование осуществлялось за счёт Народного комиссариата просвещения, Днепропетровского и Запорожского областных исполнительных комитетов и было крайне ограниченным, что привело к сокращению объёмов и сроков исследования. Этот негативный опыт был учтён в дальнейшем при разработке законодательства об охране памятников.
В 1927—1928 годах в экспедиции работали Д. Яворницкий, М. Бречкевич, В. Пархоменко, П. Козарь, П. Матвиевский, В. Белый, А. Федоровский. По просьбе Д. Яворницкого из музеев Украины были откомандированы А. В. Добровольский (Херсон), П. Смоличев (Чернигов), Ф. Киранов (Никополь), И. Часовников (Артёмовск). В последующие годы в состав экспедиции вошли И. Левицкий, С. Гамченко, В. Гринченко, М. Миллер, А. Тахтай, С. Магура. Рабочих для проведения земляных работ в 1927—1929 годах предоставляла дирекция Днепростроя. Впоследствии их нанимали в сёлах по рекомендации сельских советов и трудовых инспекций на основании «классового» соответствия. При этом их неоднократно отвлекали для нужд строительства, что приводило к срыву графика раскопок. Условия труда и быта сотрудников экспедиции накануне Голодомора 1932—1933 годов были тяжёлыми. В письмах Д. Яворницкий писал о «необычайной дороговизне продуктов в полупустых сёлах, где осталось менее чем 10 % населения». Высокие темпы строительства требовали ускорения археологических исследований, поэтому рабочий день часто длился более 16 часов.
Несмотря на многочисленные трудности, экспедиция достигла выдающихся результатов, проведя масштабные исследования и совершив значительные научные открытия. Её члены открыли памятники эпохи палеолита в Днепровском Надпорожье возле сёл Старые Кодаки, Чапли, Петро-Свистуново и других. Среди открытых и раскопанных неолитических и энеолитических поселений и могильников — всемирно известные Средний Стог, урочище Собачки, острова Вовчок, Виноградный, Стрельча Скеля (всего около 40). Исследованы многочисленные поселения и курганы энеолита — бронзового века и скифского времени; открыты памятники черняховской культуры III—IV веков; алано-болгарские памятники VII—IX веков, в частности Вознесенка; поселения славян и времён Киевской Руси и курганы с захоронениями средневековых кочевников. Вопреки партийным установкам Д. Яворницкий изучал памятники времён казачества. В результате работы экспедиции было собрано более 100 тысяч ценных артефактов.
В 1929 году был издан первый выпуск «Сборника Днепропетровского краевого историко-археологического музея», содержащий материалы исследований экспедиции за 1927 год. К печати был набран второй выпуск, и велась работа над третьим выпуском и рукописями отдельных исследователей. Однако Голодомор 1932—1933 годов и репрессии против украинских учёных помешали их публикации. Д. Яворницкого отстранили от руководства музеем, большинство сотрудников экспедиции были арестованы и заключены, коллекции разделены между музеями Харькова, Киева и «Строительства Днепрогэса» в Запорожье. В настоящее время основная часть находок хранится в Национальном музее истории Украины и фондах Института археологии Национальной академии наук Украины. Несмотря на это, опыт и научные достижения экспедиции стали основой для развития современной археологии Украины.